# Infraction punissable sur déclaration de culpabilité par procédure sommaire
En common law, l'infraction punissable sur déclaration de culpabilité par procédure sommaire (summary offence) est une catégorie d'infraction criminelle. Elle constitue la catégorie la moins grave d'infraction. C'est une infraction dont le procès peut être effectué par voie sommaire, c'est-à-dire sans jury ou sans mise en accusation. Ce type d'infraction est aussi connue sous les vocables « méfait » ou « délit », selon l'infraction commise. En droit français, son équivalent est la contravention.

## Droit américain
Aux États-Unis, une infraction criminelle d'un degré de gravité similaire est toutefois désignée sous le terme « misdemeanor » (méfait), bien que la procédure pénale soit sensiblement la même.

## Droit canadien
D'après, l'art. 786 (2) du Code criminel, les procédures de l'infraction punissable sur déclaration de culpabilité par procédure sommaire se prescrivent par douze mois à compter du fait en cause, à moins d'une entente à l'effet contraire entre le poursuivant et le défendeur.